# 馬賽 (野外求生專家)
馬賽 （？—2009年），台灣野外求生專家，祖籍河北河間。

## 生平
黃埔軍校西安第七分校、中美特种技术合作所特種技術訓練班畢業（稱為「華北先遣軍」），軍校畢業以後派到川軍不到半年，1943年（民國32年）轉到軍需學校，1944年（民國33年）初從軍需學校畢業。曾擔任中華民國國軍特戰部隊野外求生教官、演劇隊隊員、國防部情報局情幹班教官、中華演藝總工會創始會員，野外求生技能豐富。1972年（民國61年）從國防部情報局特戰班屆齡退伍。退伍後，在社會各機關團體、學校、中國電視公司兒童節目《兒童天地》、公共電視節目社教節目《意外時刻》教授野外求生技能，並出版數本野外求生相關著作。1970年當選行政院國軍退除役官兵輔導委員會全國十大傑出榮民。

## 家庭
兒子2名，女兒1名，孫子1名，孫女1名

## 著作
- 《怎樣去戶外－野外求生》，精邦出版社1979年 （页面存档备份，存于）、幼獅文化2000年 （页面存档备份，存于）（ISBN 9575741803）
- 《野外求生植物選介》，呂秋菊、鄭元春、馬賽等合著，臺灣省立博物館1987年 （页面存档备份，存于）

## 引用
1. ↑  馬賽 （页面存档备份，存于） - 榮民文化網，行政院國軍退除役官兵輔導委員會，訪談時間：2006年08月02日
2. ↑  出生戰亂 從小流亡 投考軍校 齊心抗日 （页面存档备份，存于） - 馬賽 - 榮民文化網，行政院國軍退除役官兵輔導委員會，訪談時間：2006年08月02日
3. ↑  入川軍 畫漫畫 搞文宣 （页面存档备份，存于） - 馬賽 - 榮民文化網，行政院國軍退除役官兵輔導委員會，訪談時間：2006年08月02日
4. ↑  來臺奉調演劇隊 後到情報局 （页面存档备份，存于） - 馬賽 - 榮民文化網，行政院國軍退除役官兵輔導委員會，訪談時間：2006年08月02日
5. ↑  特戰部隊 教授野外求生課程 （页面存档备份，存于） - wmv （页面存档备份，存于） - 馬賽 - 榮民文化網，行政院國軍退除役官兵輔導委員會，訪談時間：2006年08月02日
6. ↑  蒙古野性基因 鍾愛野外求生與自然 熱衷保健 蒐藏靈石 （页面存档备份，存于） - 馬賽 - 榮民文化網，行政院國軍退除役官兵輔導委員會，訪談時間：2006年08月02日
7. ↑  模範榮民 永遠的馬教官 （页面存档备份，存于） - 馬賽 - 榮民文化網，行政院國軍退除役官兵輔導委員會，訪談時間：2006年08月02日

## 連結
- 馬賽--戰亂流亡學生 野外求生達人 馬賽的教學人生 （页面存档备份，存于） - 榮民文化網，行政院國軍退除役官兵輔導委員會，訪談時間：2006年8月2日